# Charles Hepburn Johnston
Pour les articles homonymes, voir Johnston.
Charles Hepburn Johnston (Londres, 11 mars 1912 - Londres 23 avril 1986) est un diplomate, un gouverneur colonial et un aristocrate britannique. Marié à la princesse Natasha Bagration, c'est également un auteur et un traducteur d'œuvres en langue russe.

## Biographie
Fils d'Ernest Johnston et d'Emma Hepburn, Charles Hepburn Johnston étudie au Winchester College et au Balliol College d'Oxford. Le 22 avril 1944, il épouse la princesse Natasha Bagration (1914-1984), fille de la princesse Tatiana Constantinovna de Russie (1890-1979).
En 1936, il rejoint le corps diplomatique. Il entame ensuite une brillante carrière et devient troisième secrétaire d'ambassade à Tokyo (1939–1941), premier secrétaire au Caire (1945–1948) et à Madrid (1948–1955), chef du département pour la Chine et la Corée (1952–1954), conseiller à Bonn (1954–1955) et ambassadeur en Jordanie (1956–1959).
Charles Hepburn Johnston est ensuite nommé gouverneur et commandant-en-chef de la colonie d'Aden ainsi que haut-commissionnaire du protectorat d'Arabie du Sud (1959–1963). Il finit sa carrière comme haut-commissaire en Australie (1965–1971).
À la retraite, il publie plusieurs volumes de prose et de poésie. Il se fait également connaître par sa traduction du roman Eugène Onéguine d'Alexandre Pouchkine, dont il préserve le rythme inusuel (1977).